# Camponotus galla
Camponotus galla är en myrart som beskrevs av Auguste-Henri Forel 1894. Camponotus galla ingår i släktet hästmyror, och familjen myror. Inga underarter finns listade.